# Asanga

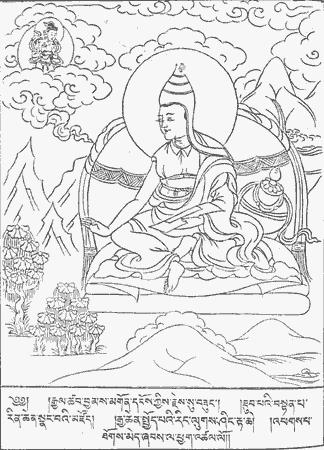
Asanga und Maitreya

Asanga (Sanskrit असङ्ग, Asaṅga; tibetisch ཐོགས་མེད། Wylie thogs med; chinesisch 無著, Pinyin Wúzhuó; auch Aryasanga; 4. Jahrhundert) war ein Vertreter der Yogacara-Schule buddhistischer Philosophie. Asanga sowie sein Halbbruder Vasubandhu werden traditionell als Gründer der Yogacara angesehen.
Asanga wurde in Purusapura, dem heutigen Peschawar, als Sohn eines Angehörigen der Kshatriya-Kaste geboren. Ursprünglich wurde Asanga wohl in der Philosophie der Mahisasaka oder der Mulasarvastivada unterrichtet und konvertierte später zum Mahayana. Nach vielen Jahren der Meditation, während derer er nach Darstellung einiger buddhistischer Traditionen oft in Tushita gewesen sein soll, erhielt er die Lehren des Maitreyanatha, der auch als weiterer Gründer der Yogacara gesehen wird.
Von Asanga stammen viele wichtige Werke der Yogacara, u. a. das Abhidharmasamuccaya (vgl. Abhidharma), seine Zusammenfassung des Yogacarabhumi und sein Kommentar zum Uttaratantrasastra.
Auch die Faxiang zong (Xuanzang) beruft sich auf die Schriften Asangas und Vasubandhus.